# Enrique Blanch
Enrique Blanch y Sisó (f. 1869) fue un poeta, cronista y escritor español.

## Biografía
Fue profesor de instrucción primaria. Dejó escritas varias poesías, algunas aparecidas en la prensa periódica. En 1868 publicó la Crónica de la provincia de Lérida, parte integrante de la Crónica general de España, que se imprimió en Madrid bajo la dirección de Cayetano Rosell. Falleció en la ciudad catalana de Gerona en noviembre de 1869, en concreto el día 26, prematuramente.